# Mavi szerelme
A Mavi szerelme (eredeti cím: Aşk ve Mavi) egy 2016-tól 2018-ig vetített török televíziós sorozat, melynek főszereplői Emrah, Burcu Kıratlı, Keremcem, Cüneyt Mete, Kenan Bal, Ayşegül Ünsal és Işıl Yücesoy.
Törökországban 2016. november 4. és 2018. november 16. között sugározta az atv. Magyarországon 2023. január 2-a és 2024. február 14.-e között sugározta a Duna Televízió. 2024. február 14-től véget ért a sorozat vetítése.

## Szereplők
| Színész(nő)         | Szereplő       | Magyar hang       |
| ------------------- | -------------- | ----------------- |
| Burcu Kıratlı       | Mavi Göreçki   | Tompos Kátya      |
| Keremcem            | Yaman Göreçki  | Novkov Máté       |
| Cüneyt Mete         | Cemal Göreçki  | Jakab Csaba       |
| Ayşegül Ünsal       | Hasibe         | Nyakó Júlia       |
| Birgül Ulusoy       | Birgül         | Csomor Csilla     |
| Alayça Öztürk       | Safiye Göreçki | Kovács Vanda      |
| Nur Yazar           | Fatma Yılmaz   | Pap Katalin       |
| Seda Akman          | Yüksel Karahan | Erdős Borcsa      |
| Osman Karakoç       | İlyas Teret    | Karácsonyi Zoltán |
| Uğur Uzunel         | İsmet Göreçki  | Szabó Andor       |
| Gülderen Güler      | Sevda Göreçki  | Kobela Kira       |
| Selin Dumlugöl      | Pembe Göreçki  | Szabó Zselyke     |
| Aydın Orak          | Seyfi          | Kisfalusi Lehel   |
| Muhittin Oymakçıer  | Metin Yılmaz   | Rostás Ábel       |
| Kenan Bal           | Fazıl Göreçki  | Kertész Péter     |
| Ali Düşenkalkar     | Mümtaz         | Bácskai János     |
| Ayça Koptur         | Feride         |                   |
| İpek Tuzcuoğlu      | Elmas          | Böhm Anita        |
| Emrah               | Ali Göreçki    | Forgács Péter     |
| Işıl Yücesoy        | Refika Göreçki | Martin Márta      |
| Ferit Kaya          | Faysal Koçak   | Dányi Krisztián   |
| Derya Artemel       | Servet         | Gulás Fanni       |
| Yağmur Aydan        | Sinem          |                   |
| Merve Erdoğan       | Gülizar        | Kelemen Kata      |
| Baran Akbulut       | Ömer           |                   |
| Yıldız Ustabaş      | Hatice         |                   |
| Ayten Uncuoğlu      | Saadet         |                   |
| Necmettin Çobanoğlu | Mahmut         |                   |
| Merve Dağlı         | Gülay          | Vámos Mónika      |
| Cemre Öktem         | Gülsüm         |                   |

## Évados áttekintés
| Évad | Évad | Epizódok | Epizódok | Eredeti sugárzás     | Eredeti sugárzás   | Eredeti sugárzás | Magyar sugárzás    | Magyar sugárzás | Magyar sugárzás |
| Évad | Évad | Török    | Magyar   | Évadpremier          | Évadfinálé         | Eredeti adó      | Évadpremier        | Évadfinálé      | Magyar adó      |
| ---- | ---- | -------- | -------- | -------------------- | ------------------ | ---------------- | ------------------ | --------------- | --------------- |
|      | 1.   | 32       | 111      | 2016. november 4.    | 2017. június 16.   |                  | 2023. január 2.    | 2023. június 9. |                 |
|      | 2.   | 37       | 138      | 2017. szeptember 22. | 2018. június 18.   | 2023.június 12.  | 2023. december 21. |                 |                 |
|      | 3.   | 9        | 32       | 2018. szeptember 21. | 2018. november 16. | 2024. január 2.  | 2024. február 14.  |                 |                 |